# Okrouhlá, Písek
Okrouhlá là một làng thuộc huyện Písek, vùng Jihočeský, Cộng hòa Séc.